# اسپایس گرلز
اسپایس گرلز (انگلیسی: Spice Girls) در سال ۱۹۹۴ در لندن، انگلستان شکل گرفت. این گروه متشکل از پنج دختر جوان بود که با ارائه ترانه «Wannabe» (تقلید کار) به یکی از برترین گروه‌های پاپ تبدیل شدند. این گروه سه آلبوم و ده تک‌آهنگ عرضه کردند. فیلم دنیای اسپایس (Spiceworld) با درخشش این گروه ساخته شد که ۷۵ میلیون دلار فروش کرد که این رکورد توسط گروه دخترانه ی فیفت هارمونی در طی سه سال فعالیت با رقم بیشتر از سه میلیارد فروش شکسته شد.
تا ۲۰۱۷، با فروش بیشتر از ۵۳ میلیون نسخه، آنها «پرفروش‌ترین گروه دخترانهٔ تاریخ موسیقی به‌شمار می‌رفتند. در سال ۲۰۱۷ گروه فیفت هارمونی که با فروش بیش از سه میلیارد آلبوم این عنوان را برای خود کسب کرد

## تاریخچه
در ماه مارس ۱۹۹۴ تبلیغی در روزنامه «The Stage» به این شرح چاپ شد: «آیا بین ۱۸ تا ۲۳ سال دارید؟ می‌توانید بخوانید و برقصید؟ آیا جاه طلب، اجتماعی و با لیاقت هستید؟» صدها دختر به این تبلیغ جواب دادند. از بین درخواست‌ها، پنج نفر انتخاب شدند که عبارت‌اند از: ملانی چیسهلم، جری هالیول، ویکتوریا آدامز، ملانی براون و مایکلی استفنسن که در کنار هم گروه "Touch" را شکل دادند. در ماه ژوئن که این گروه اولین جلسه ضبط خود را داشت، مایکلی استفنسن به خاطر مسائل تعهدی مجبور به ترک گروه شد و اِما بانتون جای او را گرفت. از این تاریخ تا مارس ۱۹۹۵، دخترها باهم در خانه کوچکی در میدنهد (Maindenhead) زندگی کرده و تمرین نمایش و رقص می‌کردند. آنها بعد از ارائه موفقی که روبروی جمعی از فعالان موسیقی و تولیدکنندگان داشتند، تصمیم به برکناری مدیر اصلی خود گرفته و الیوت کندی که اهل شفیلد بود را به عنوان تولیدکننده وارد همکاری کردند. آنها معتقد بودند که مدیر قبلی خیلی تسلط‌طلب و سلطه‌جو بود. از این به بعد نام گروه به «اسپایس گرلز» تغییر کرد.
در اکتبر ۱۹۹۴، این گروه، مسلح به کاتالوگی از نمایشها و رقصها، شروع به سرزدن به بنگاه‌های مدیریتی کردند. ابتدا با بنگاه ابسولوت (Absolute) آشنا شدند که این بنگاه به نوبه خود آنها را به سیمون فولر معرفی کرد. دخترها با سیمون وارد ارتباط شدند و در نهایت در مارس ۱۹۹۵ با وی قرارداد بستند. در تابستان همان سال، در سپتامبر ۱۹۹۵، این گروه موفق به بستن قرارداد برای استفاده از برچسب ویرجین رکوردز شد. از آن تاریخ تا تابستان ۱۹۹۶، اسپایس گرلز مشغول نوشتن و ساختن قطعات موسیقی برای اجرا در تور ساحل غربی آمریکا بودند. اولین اجرای این گروه در تلویزیون با ترانه "Wannabe" در ۲۸ ژوئن ۱۹۹۶ بود. یادآور شود که ویکتوریا آدامز همسر فعلی دیوید بکهام بازیکن برجسته فوتبال انگلستان می‌باشد.

## مقاله‌های مرتبط
- فهرست پرفروش‌ترین خوانندگان